# سوني ريد
سوني ريد (بالإنجليزية: Sonny Red)‏ هو عازف ساكسفون أمريكي، ولد في 17 ديسمبر 1932 في ديترويت في الولايات المتحدة، وتوفي بنفس المكان في 20 مارس 1981.

## وصلات خارجية
- سوني ريد على موقع ميوزك برينز (الإنجليزية)
- سوني ريد على موقع أول ميوزيك (الإنجليزية)
- سوني ريد على موقع ديسكوغز (الإنجليزية)